# Safari (мини-альбом)
Safari — первый мини-альбом американской рок-группы The Breeders, выпущенный лейблами 4AD и Elektra в 1992 году. Мини-альбом удостоился сдержанно-одобрительных отзывов музыкальных критиков и вошёл в британский хит-парад.
В 2013 году композиции Safari были включены в делюксовое переиздание альбома The Breeders Last Splash (1993), приуроченное к двадцатилетию со дня выпуска. Специально ко Дню музыкального магазина в 2018 году лейбл 4AD выпустил эксклюзивное переиздание мини-альбома на виниле тиражом в 2 тысячи пронумерованных копий.

## О мини-альбоме
Safari является единственной записью группы, в создании которой одновременно принимали участие Таня Донелли из Throwing Muses и Келли Дил, сестра-близнец Ким Дил. Ким ввела в состав The Breeders свою родственницу в качестве соло-гитаристки и вокалистки даже несмотря на то, что к тому моменту Келли едва умела играть на гитаре (с другой стороны, Келли ранее практиковалась в игре на басу).
В 1991 году, после завершения работы над Safari, Донелли покинула группу. К тому времени Ким Дил решила остаться в Pixies для записи очередного альбома, а Донелли приняла решение не продолжать сотрудничество с Throwing Muses и сосредоточиться на собственном проекте — Belly.
Safari отчасти является концептуальным мини-альбомом, песни которого посвящены расставанию Ким Дил с мужем.
Мини-альбом состоит из трёх оригинальных композиций, а также кавер-версии песни The Who «So Sad About Us».
«Don’t Call Home», «So Sad About Us» и ранняя версия «Do You Love Me Now?» были записаны в Нью-Йорке. Заглавная песня была записана в Лондоне тремя музыкантами — Ким Дил, басисткой The Breeders Джозефин Уиггз и ударником Джоном Мэттоком из групп Spiritualized и Spacemen 3.
В качестве обложки мини-альбома был использован рисунок углём японского художника Синро Отакэ под названием «Найроби VIII» (англ. Nairobi VIII, 1983).

## Видеоклип
На заглавную песню мини-альбома был снят видеоклип, визуальное оформление которого имитирует антураж музыкального видео «Paranoid» британской хард-рок-группы Black Sabbath. Первоначально Ким Дил планировала использовать в качестве источника вдохновения чёрно-белый ролик The Who, но поскольку этого видео не оказалось на кассете MTV Closet Classics, которая была специально взята напрокат по такому случаю, лидер группы в итоге остановила свой выбор на клипе Black Sabbath.

## Приём
| Оценки критиков                   | Оценки критиков |
| Источник                          | Оценка          |
| --------------------------------- | --------------- |
| AllMusic                          | [ 10 ]          |
| The New Rolling Stone Album Guide | [ 1 ]           |
| Spin                              | [ 4 ]           |
| Spin Alternative Record Guide     | 8/10            |
| Роберт Кристгау                   | A-              |

Safari удостоился сдержанно-одобрительных откликов критиков.
Редактор онлайн-сервиса AllMusic Стивен Томас Эрлевайн оценил мини-альбом на 3,5 балла из 5. По словам рецензента, Safari продемонстрировал дальнейший творческий рост и, в частности, наращивание мелодического потенциала The Breeders. Отдельно Эрлевайн выделил композиции «Do You Love Me Now?» и «So Sad About Us», которые, согласно критику, соответствуют уровню наиболее яркого материала из дебютного альбома группы Pod (1990).
Дуглас Уолк в своей статье о The Breeders в The New Rolling Stone Album Guide (2004) присвоил Safari оценку в 3 балла из 5. Обозреватель охарактеризовал мини-альбом как собрание оригинальных песен, имеющих более чёткую структуру по сравнению с предыдущими творениями группы, и «озорного» (англ. spunky) прочтения «So Sad About Us» The Who.
Кари Уэтингтон, составляя обзор дискографии The Breeders для апрельского номера журнала Spin за 2008 год, удостоила Safari 3 баллов из 5. Уэтингтон назвала перепевку «So Sad About Us» «шумливой» (англ. raucous) и попутно обозначила
пристрастие группы к исполнению кавер-версий композиций классического рока (в случае с Safari это песня The Who, в случае с Pod — «Happiness Is a Warm Gun» The Beatles) в качестве черты, отличающей The Breeders от Pixies: по её мнению, такое преклонение перед классиками рока выглядело бы попросту неуместно в «эскапистской, чудаковатой вселенной» Pixies.
Музыкальный критик Роберт Кристгау присвоил мини-альбому рейтинг A- (по системе Кристгау — «обыкновенная хорошая запись», англ. garden-variety good record). По словам обозревателя, если на Pod The Breeders звучат как художественный проект, то на Safari — как музыкальная группа, которая вполне могла бы называться «Послелюбительские Raincoats» (англ. Postamateur Raincoats).
В апреле 1992 года Safari достиг 69-го места в британском хит-параде.

## Список композиций
| №                   | Название              | Автор(ы)                                  | Длительность |
| ------------------- | --------------------- | ----------------------------------------- | ------------ |
| 1.                  | «Do You Love Me Now?» | Ким Дил, Келли Дил                        | 2:41         |
| 2.                  | «Don’t Call Home»     | Ким Дил; дополнительный текст: Джон Мёрфи | 3:35         |
| 3.                  | «Safari»              | Ким Дил                                   | 3:30         |
| 4.                  | «So Sad About Us»     | Пит Таунсенд                              | 2:21         |
| Общая длительность: | Общая длительность:   | Общая длительность:                       | 12:07        |

## Участники записи

### В Нью-Йорке
- Ким Дил — гитара, вокал
- Таня Донелли — гитара, вокал
- Джозефин Уиггз[англ.] — бас, виолончель, вокал
- Келли Дил[англ.] — гитара, вокал
- Майк Хант (псевдоним Бритта Уолфорда[англ.]) — ударные, вокал

### В Лондоне
- Ким Дил — гитара, вокал
- Джозефин Уиггз — бас
- Джон Мэтток[англ.] — ударные